# Chrysis aestiva
Chrysis aestiva es una especie de avispa del género Chrysis, familia Chrysididae, descrita por Anders Gustaf Dahlbom en 1854, con distribución en Albania, Líbano, Georgia, Israel, Palestina y Turquía. Es una especie común y fácil de ubicar en su periodo de vuelo. Tiene gran parecido con la subespecie solox de Chrysis martinella.

## Taxonomía
Por mucho tiempo la especie fue malinterpretada en los países europeos en vez de otras especies, inluyendo Chrysis mixta, C. maderi y C. sardarica. Por lo tanto, la distribución de C. aestiva parece ahora limitarse a los países del Mediterráneo occidental. La asignación Chrysis moczari fue degradada a subespecie de C. aestiva en 1968 y sinonimizada por algunos autores. Tiene también relación cercana con la especie de Polonia C. pomerantzovi, según algunos autores (sensu auctorum).